# Kamienka (Stará Ľubovňa)
Kamienka (bis 1948 slowakisch „Kamionka“; deutsch Stein, ungarisch Kövesfalva, russinisch Камюнка/Kamjunka) ist eine Gemeinde im Nordosten der Slowakei mit 1341 Einwohnern (Stand 31. Dezember 2024), die zum Okres Stará Ľubovňa, einem Teil des Prešovský kraj gehört und zur traditionellen Landschaft Zips gezählt wird.

## Geographie

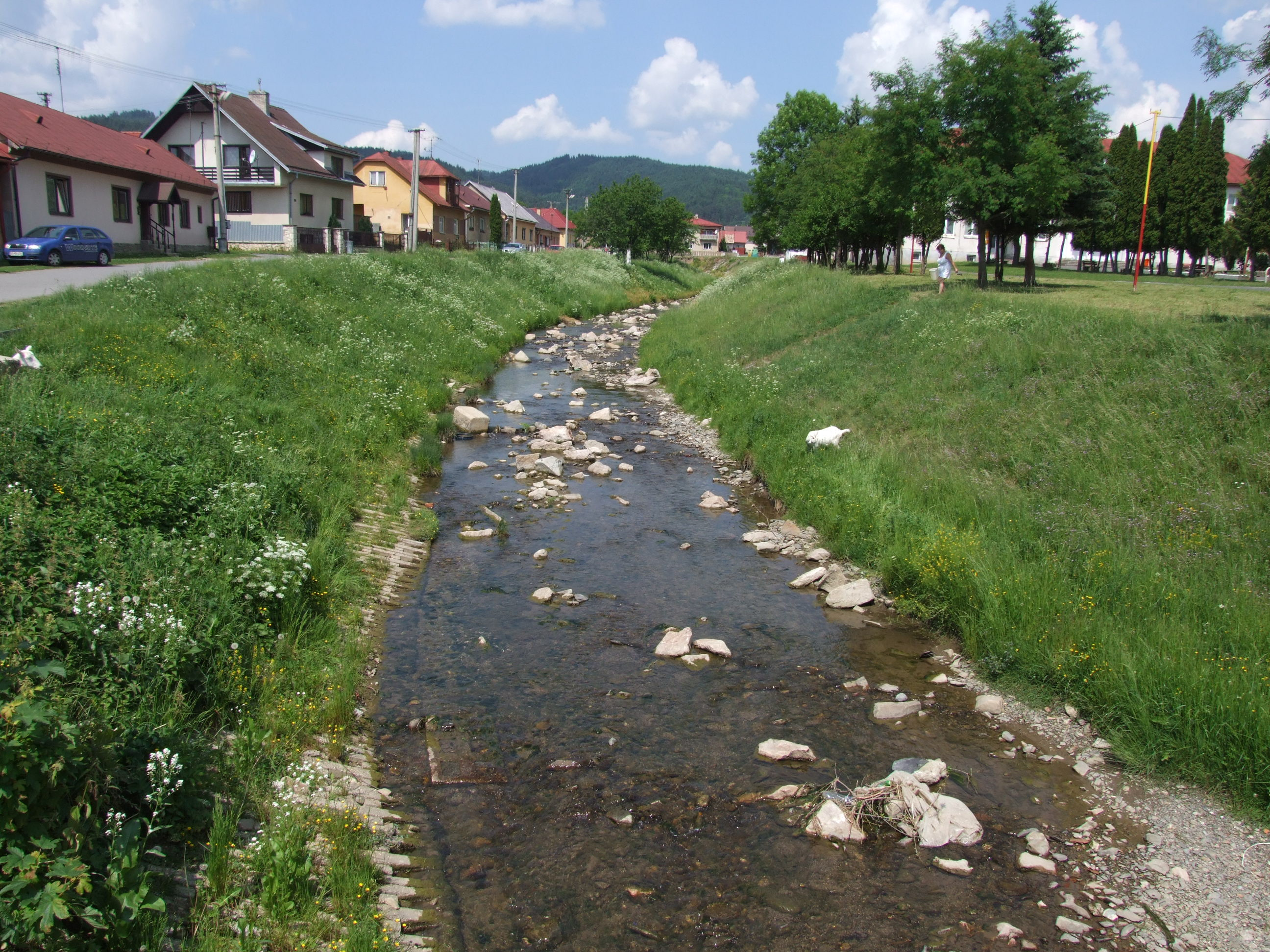
Der Bach im Ort

Die Gemeinde befindet sich an der Scheide zwischen dem Bergland Ľubovnianska vrchovina und dem Gebirge Zipser Magura, am Bach Kamninka, einem Zufluss von Poprad. Das wenig mehr als 29 km² großes Gemeindegebiet ist recht hügelig, mit Höhen von 570 m n.m. bis 1014 m n.m. und reicht bis an die polnische Grenze im Norden. Das Ortszentrum liegt auf einer Höhe von 600 m n.m. und ist neun Straßenkilometer von Stará Ľubovňa sowie 48 Straßenkilometer von Poprad entfernt.

## Geschichte

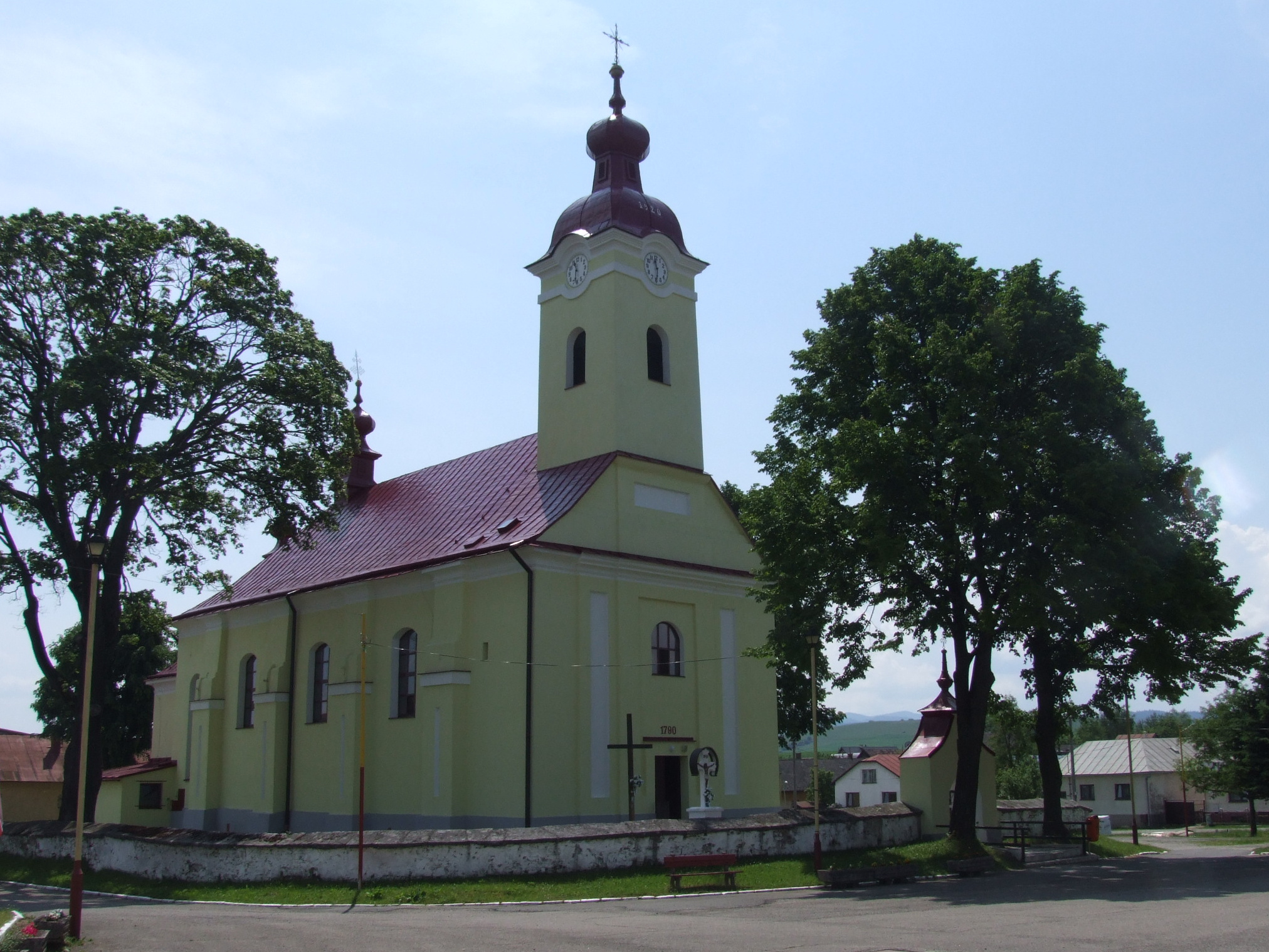
Kirche von Kamienka

Der heutige Ort entstand an der Stelle eines älteren Dorfes, 1315 als Petri Villa schriftlich erwähnt (heute als Petrova Ves slowakisiert), 1342 schon als Villa Lapidis (lateinisch lapis = Stein). Es gehörte zum Herrschaftsgebiet der Lublauer Burg und war mit diesen von 1412 bis 1772 an die polnische Krone verpfändet. Nach einem Verzeichnis polnischer königlicher Güter von 1562 war das Dorf nach wallachischem Recht gegründet. 1567 wurden im neuen Dorf sechs Russinen aus dem untergegangenen Dorf angesiedelt.
1828 sind 329 Häuser und 2351 Einwohner verzeichnet, die vorwiegend in Landwirtschaft, Drahtbinderei sowie in geringerem Umfang in Handwerken beschäftigt waren. Armut und mangelnde Arbeitsmöglichkeiten sorgten jedoch für Auswanderungswellen, insbesondere im späten 19. Jahrhundert.

## Bevölkerung
| Jahr                | 1994 | 2004    | 2014    | 2024    |
| ------------------- | ---- | ------- | ------- | ------- |
| Anzahl der Personen | 1440 | 1409    | 1376    | 1341    |
| Unterschied         |      | −2,15 % | −2,34 % | −2,54 % |

| Jahr                | 2023 | 2024    |
| ------------------- | ---- | ------- |
| Anzahl der Personen | 1327 | 1341    |
| Unterschied         |      | +1,05 % |

Ergebnisse nach der Volkszählung 2001 (1482 Einwohner):
| Nach Ethnie: - 77,13 % Slowaken - 16,83 % Russinen - 3,27 % Ukrainer - 2,20 % Zigeuner | Nach Konfession: - 88,78 % griechisch-katholisch - 7,60 % römisch-katholisch - 1,28 % konfessionslos - 0,43 % keine Angabe |

## Bauwerke
- griechisch-katholische Peter-und-Paul-Kirche im klassizistischen Stil aus dem Jahr 1790
- zwei Kapellen

## Infrastruktur
In der Gemeinde besteht sowohl eine Krippe als auch eine Grundschule. Ferner sind eine Bücherei sowie ein Postamt vorhanden. Durch den Ort verläuft die Landesstraße 543 (Spišská Stará Ves–Hniezdne), mit Anschluss an die Straße 1. Ordnung 77 (Spišská Belá–Stará Ľubovňa–Svidník) in Hniezdne. Anschlüsse an die Bahnstrecke Poprad–Plaveč befinden sich in Forbasy (Haltestelle) und in Stará Ľubovňa (Bahnhof).